# Caprauna
Caprauna (Cravaun-a in piemontese e Cravaüna in ligure) è un comune italiano di 80 abitanti della provincia di Cuneo in Piemonte.

## Geografia fisica
È situato nella parte terminale della Val Pennavaira nel versante marittimo/ligure delle Alpi.
Con il vicino comune di Alto, a differenza di tutti gli altri comuni della valle, fa parte della Regione Piemonte; pertanto, essi costituiscono gli unici due comuni del Piemonte i cui capoluoghi non fanno parte della Val Padana.

## Storia
Nell'XI secolo il territorio di Caprauna faceva parte dei possedimenti di Bonifacio del Vasto quindi, dopo lo smembramento di questi, pervenne ai Marchesi di Clavesana (già signori di Albenga) che il 25 luglio 1320 lo infeudarono, insieme ad Alto. Nel 1736, per effetto dei patti preliminari al Trattato di Vienna, il feudo passò con numerosi altri feudi piemontesi al Regno di Sardegna.

### Simboli
Lo stemma e il gonfalone sono stati concessi con decreto del presidente della Repubblica del 2 marzo 1984.
Il gonfalone è un drappo trinciato di verde e di bianco.

## Monumenti e luoghi di interesse

### Architetture religiose

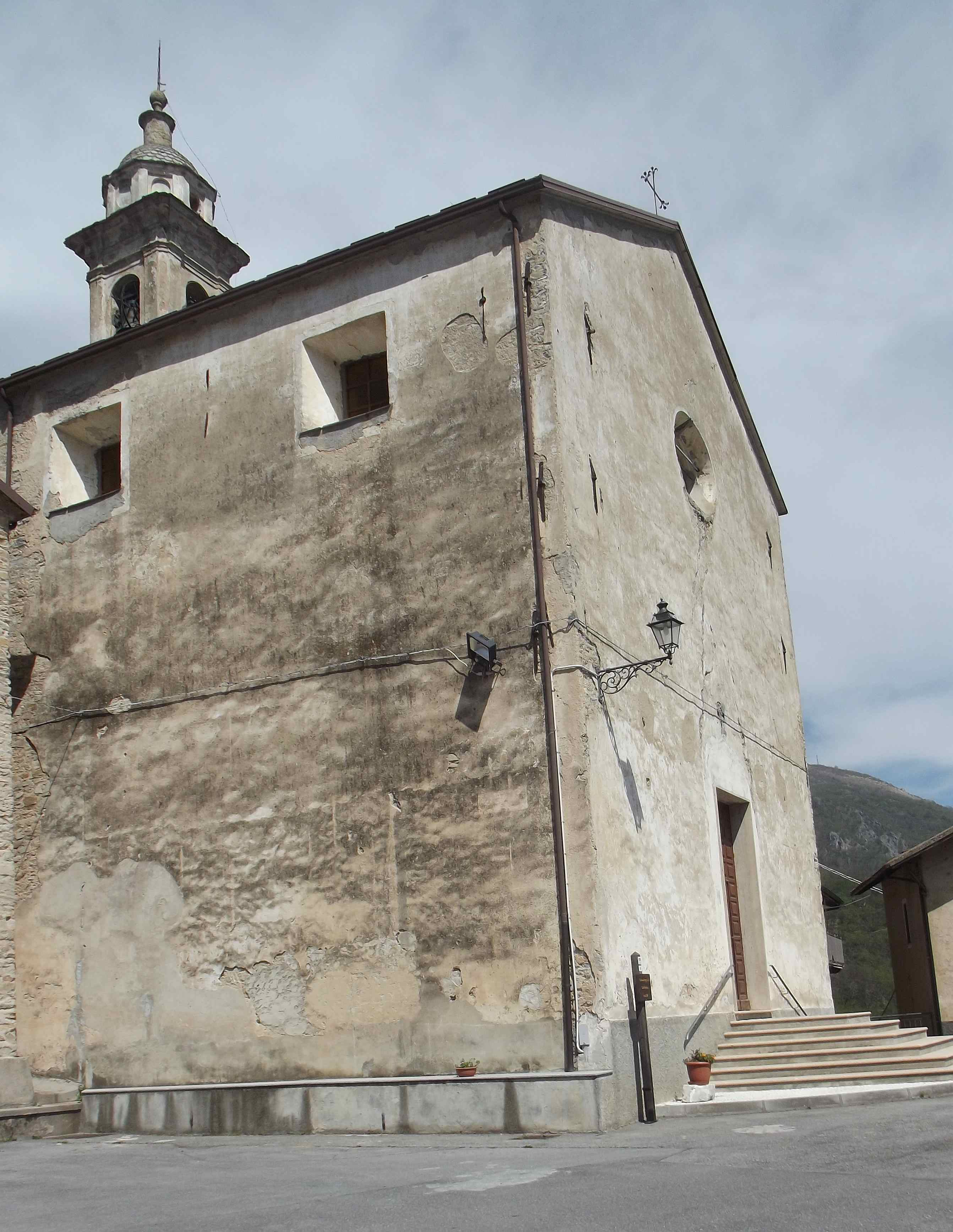
La parrocchiale

- Chiesa parrocchiale di Sant'Antonino martire
- Oratorio di San Bartolomeo, sede dell'omonima Confraternita
- Cappella di San Rocco in località Ruora
- Cappella di San Bernardo in località Poggio
- Cappella di San Sebastiano in località Chiazzuola
- Cappella della Madonna della neve in località Case Sottane
- Santuario dell'Assunta
- Pilone votivo sul sentiero per il santuario dell'Assunta

## Società

### Evoluzione demografica
Abitanti censiti

## Cultura

### Musei
- Il Museo etnografico è stato aperto nel 2000. Vi sono esposti sia oggetti e fotografie d'epoca che testimoniano la civiltà contadina del Comune, sia materiale informativo su grotte, flora e fauna locali. Il museo è completato da una sezione riguardante la preistoria della Val Pennavaira, costituita da pannelli e calchi, a cura del Laboratorio di antropologia storica e sociale delle Alpi Marittime  (LASA).

### Eventi
Annualmente la Pro Loco e il Comune organizzano le seguenti feste:
- prima domenica di agosto la Festa della Formaggetta e del Pan de Ca';
- in ottobre la festa della Rapa di Caprauna, presidio Slow Food.

### Cucina

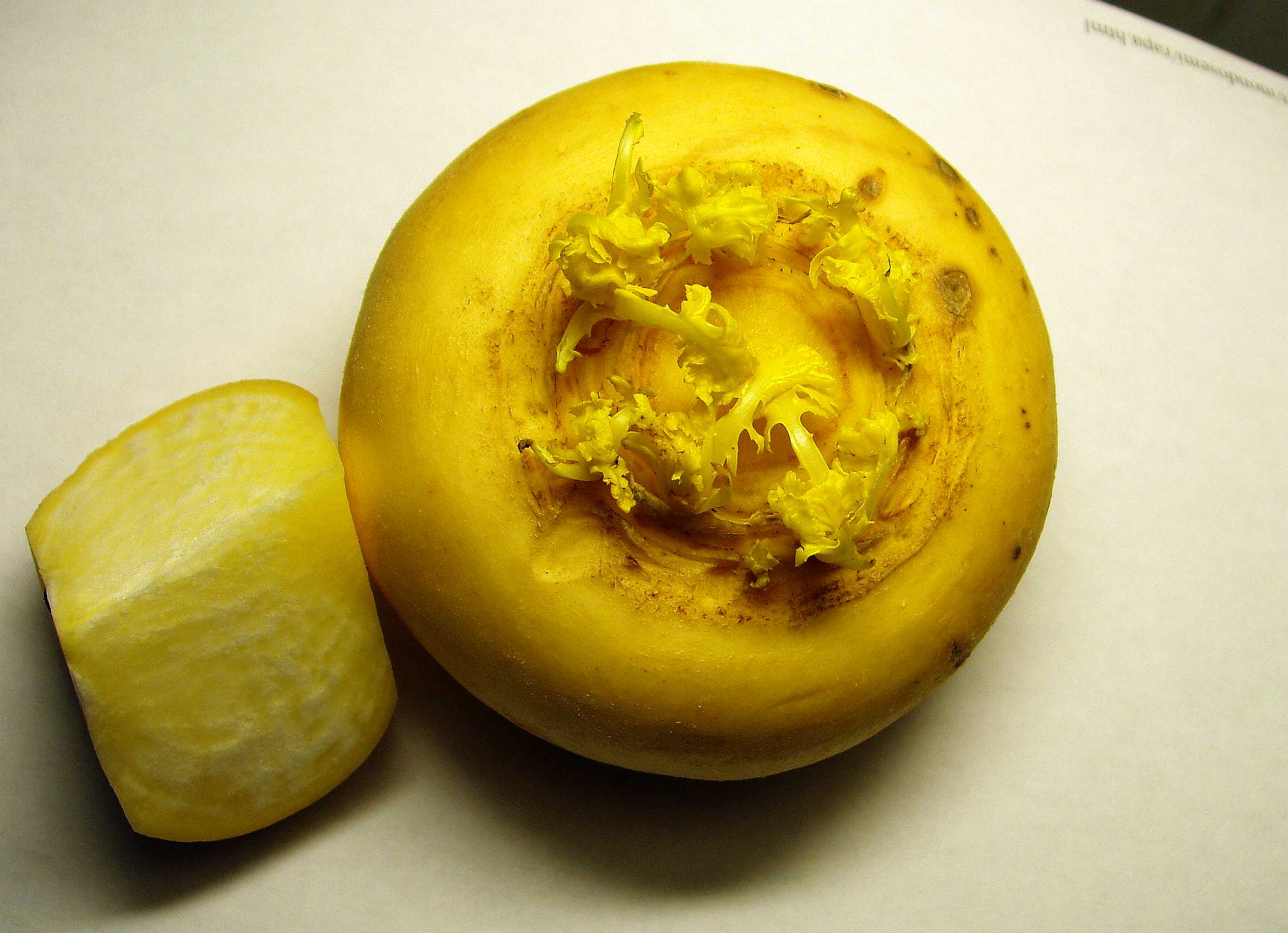
La rapa di Caprauna

Dal 2003 Caprauna ha ottenuto il presidio Slow Food per la rapa bianca di pasta gialla, ortaggio da sempre coltivato dai capraunesi, ma solo recentemente riscoperto per il suo gusto e valorizzato per le sue proprietà organolettiche uniche. Si tratta di un prodotto stagionale ed è reperibile in numerosi negozi e mercati delle province vicine al luogo di produzione.
Anche il Ministero delle politiche agricole alimentari e forestali ha riconosciuto la rapa bianca come un prodotto tradizionale.
La prima domenica di ottobre si svolge la "Festa della Rapa di Caprauna", manifestazione che richiama centinaia di visitatori, durante la quale è possibile gustare diverse preparazioni gastronomiche a base di rape a pasta gialla.
L'amministrazione comunale è oggi impegnata in un'azione di recupero territoriale e ambientale, per permettere il recupero delle coltivazioni delle rape sui terrazzamenti già esistenti, il ripristino di quelli danneggiati e a promuovere una serie di iniziative volte a incentivare coloro che intendono ricominciare questo tipo di coltivazione.

## Infrastrutture e trasporti

### Strade
Caprauna è facilmente raggiungibile in automobile dalla Riviera Ligure (25 minuti circa dal casello autostradale di Albenga, direzione Garessio- bivio per Ormea) e dal basso Piemonte (45 minuti circa dal casello autostradale di Ceva, direzione Garessio/Ormea, dopo Ormea - bivio per Caprauna).

## Amministrazione

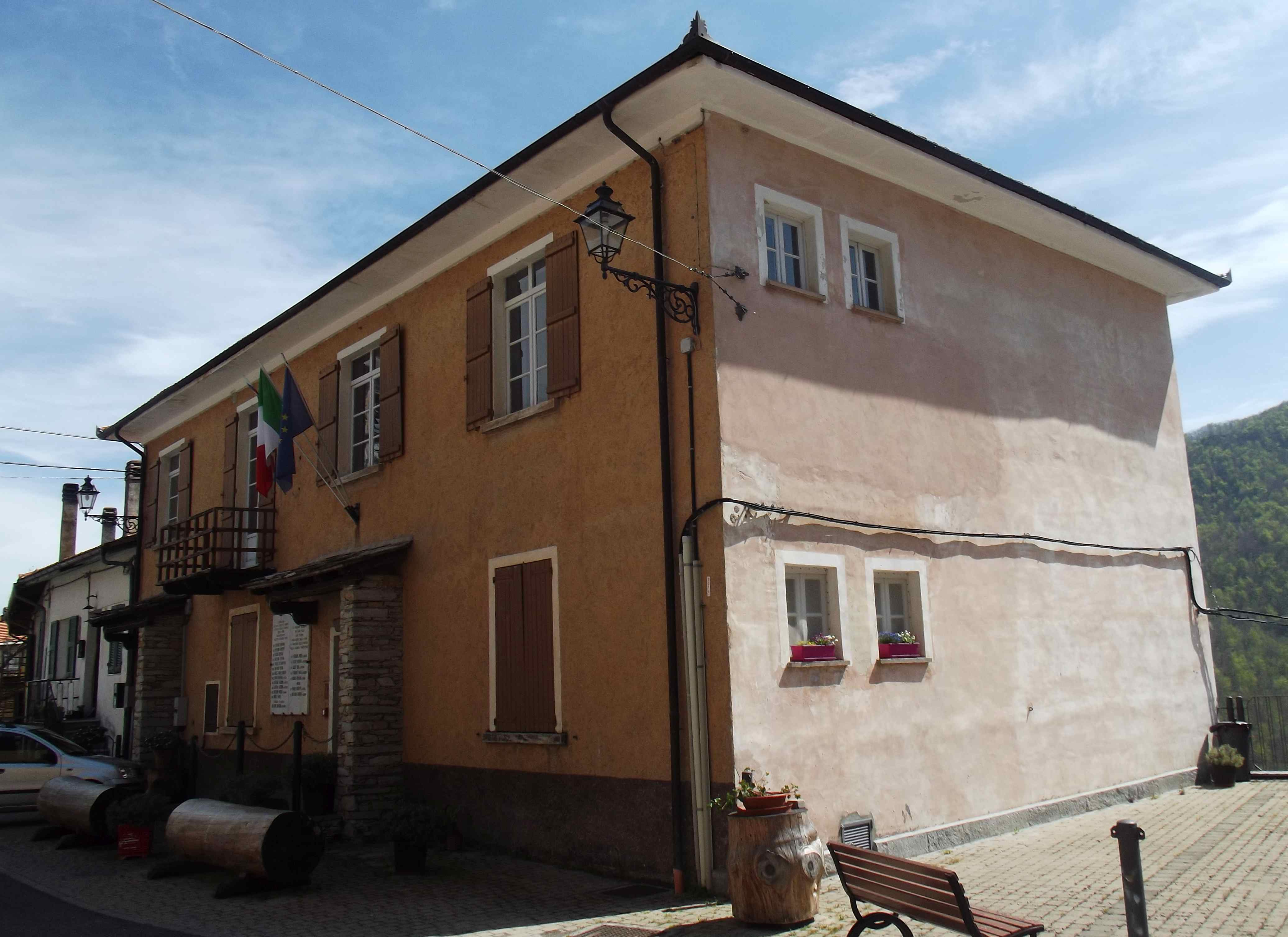
Il municipio

| Periodo          | Periodo                      | Primo cittadino | Partito                                       | Carica                  | Note   |
| ---------------- | ---------------------------- | --------------- | --------------------------------------------- | ----------------------- | ------ |
| 14 maggio 2001   | 30 maggio 2006               | Rinaldo Arnaldi | Indipendente                                  | Sindaco                 | [ 8 ]  |
| 30 maggio 2006   | 16 maggio 2011               | Rinaldo Arnaldi | Lista civica                                  | Sindaco                 | [ 9 ]  |
| 16 maggio 2011   | 27 gennaio 2015 (dimissioni) | Marco Mordeglia | Lista civica                                  | Sindaco                 | [ 10 ] |
| 17 febbraio 2015 | 31 maggio 2015               | Claudia Bergia  |                                               | Commissario prefettizio | [ 11 ] |
| 31 maggio 2015   | in carica                    | Paolo Ferraris  | Lista civica Insieme per credere in un futuro | Sindaco                 | [ 12 ] |

### Altre informazioni amministrative
Caprauna fa parte della comunità montana Alto Tanaro Cebano Monregalese.

## Sport
Il territorio del comune ospita anche alcune attività sportive, quali il free climbing.